# Piotr Wadecki
Piotr Wadecki (Elbląg, Voivodat de Vàrmia i Masúria, 11 de febrer de 1973) va ser un ciclista polonès, professional del 1997 al 2006. En el seu palmarès destaquen dos Campionats nacional en ruta i un en contrarellotge.
El seu germà Adam també s'ha dedicat al ciclisme professionalment.

## Palmarès
- 1991
  - 1r a la Copa del President de la Vila de Grudziądz
- 1996
  - 1r al Tour de Martinica
- 1997
  -  Campió de Polònia en ruta
  - 1r a la Cursa de la Solidaritat Olímpica i vencedor de 2 etapes
  - Vencedor d'una etapa a la Volta al Japó
  - Vencedor d'una etapa al Bałtyk-Karkonosze Tour
- 1999
  - 1r a la Szlakiem Grodów Piastowskich
  - Vencedor d'una etapa a la Volta a Polònia
  - Vencedor d'una etapa a la Volta a Portugal
  - Vencedor de 3 etapes al Bałtyk-Karkonosze Tour
- 2000
  -  Campió de Polònia en ruta
  -  Campió de Polònia en contrarellotge
  - 1r a la Cursa de la Pau
  - 1r a la Szlakiem Grodów Piastowskich i vencedor de 3 etapes
  - Vencedor d'una etapa a la Volta a Polònia
  - Vencedor de 3 etapes a la Volta a Egipte
  - Vencedor d'una etapa a la Volta al Japó
  - Vencedor d'una etapa al Bałtyk-Karkonosze Tour
- 2001
  - Vencedor d'una etapa a la París-Niça
  - Vencedor d'una etapa al Giro de la Província de Lucca
- 2005
  - 1r a la Cursa de la Solidaritat Olímpica i vencedor d'una etapa
  - 1r a la Pomorski Klasyk
  - Vencedor d'una etapa a la Volta a Hessen

### Resultats al Tour de França
- 2001. 68è de la classificació general
- 2002. 43è de la classificació general

### Resultats al Giro d'Itàlia
- 2005. No surt (15a etapa)